# Marvel Games
Marvel Games es la marca editorial de videojuegos basada en las propiedades de Marvel, y es la división de videojuegos de Marvel Entertainment. Antes de la incorporación de Marvel Games, los videojuegos basados en propiedades de Marvel lanzados entre 1982 y 1985 fueron manejados por Marvel Comics Group, con los videojuegos de Marvel de 1986 a 1998 a cargo de Marvel Entertainment Group, mientras que los videojuegos basados en propiedades de Marvel antes de la incorporación de Marvel Games eran manejados directamente por Marvel Enterprises.

## Historia
Establecida en marzo de 2009, la etiqueta gestiona la concesión de licencias de las propiedades intelectuales de Marvel a los desarrolladores y editores de videojuegos. Después de que The Walt Disney Company adquiriera Marvel Entertainment en 2009, Los activos de Marvel Games se integraron en Disney Interactive, mientras que la división en sí permaneció bajo Marvel Entertainment.
La marca Marvel Games revivió después de que Disney suspendiera su negocio de medios interactivos como desarrollador y editor propio cerrando Disney Interactive Studios, optando por licenciar sus propiedades intelectuales para videojuegos. Desde entonces, Marvel Games ha estado involucrado en la publicación y distribución de todos los videojuegos relacionados con Marvel con terceros.

## Videojuegos

### Década de 1980
| Título                                                  | Fecha | Propiedad       | Plataforma(s) | Distribuidora(s)                     | Ref         |
| ------------------------------------------------------- | ----- | --------------- | --- | ------------------------------------ | ----------- |
| Spider-Man                                              | 1982  | Spider-Man      | Atari 2600 | Parker Brothers                      | [ 3 ]       |
| Questprobe featuring The Hulk                           | 1984  | Hulk            | Apple II, Atari 8-bit, BBC Micro, browser, Commodore 16, Commodore Plus/4, Commodore 64, DOS, Dragon 32/64, Acorn Electron, ZX Spectrum  | Adventure International              | [ 4 ]       |
| Questprobe featuring Spider-Man                         | 1984  | Spider-Man      | Apple II, Atari 8-bit, Atari ST, BBC Micro, browser, Commodore 16, Commodore Plus/4, Commodore 64, DOS, Acorn Electron, ZX Spectrum, MSX | Adventure International              | [ 4 ]       |
| Questprobe featuring Human Torch and the Thing          | 1985  | Fantastic Four  | Amstrad CPC, Apple II, Atari 8-bit, Commodore 64, DOS, Acorn Electron, ZX Spectrum                                                       | Adventure International              | [ 4 ]       |
| Howard the Duck                                         | 1986  | Howard the Duck | Amstrad CPC, Apple II, Commodore 64, MSX, ZX Spectrum                                                                                    | Activision                           | [ 5 ]       |
| Captain America in: The Doom Tube of Dr. Megalomann     | 1987  | Captain America | Atari ST, Amiga, Amstrad CPC, Commodore 64, ZX Spectrum                                                                                  | Mikro-Gen                            | [ 6 ]       |
| Spider-Man and Captain America in Doctor Doom's Revenge | 1989  | crossover       | Amiga, Amstrad CPC, Atari ST, Commodore 64, DOS, ZX Spectrum                                                                             | Empire Interactive, Paragon Software | [ 6 ]       |
| The Uncanny X-Men                                       | 1989  | X-Men           | NES | LJN                                  | [ 7 ] [ 8 ] |
| X-Men: Madness in Murderworld                           | 1989  | X-Men           | DOS, Commodore 64, Amiga | Paragon Software                     | [ 9 ] [ 8 ] |

### Década de 1990
| Título                                                   | Fecha | Propiedad                              | Plataforma(s)                                      | Distribuidora(s)                        | Ref          |
| -------------------------------------------------------- | ----- | -------------------------------------- | -------------------------------------------------- | --------------------------------------- | ------------ |
| X-Men II: The Fall of the Mutants                        | 1990  | X-Men                                  | DOS                                                | Paragon Software                        | [ 10 ] [ 8 ] |
| The Amazing Spider-Man                                   | 1990  | Spider-Man                             | Amiga, DOS, Commodore 64, Atari ST                 | Paragon Software                        | [ 11 ]       |
| Silver Surfer                                            | 1990  | Silver Surfer                          | NES                                                | Arcadia Systems                         | [ 12 ]       |
| The Amazing Spider-Man                                   | 1990  | Spider-Man                             | Game Boy                                           | Acclaim Entertainment, Nintendo         | [ 12 ]       |
| Spider-Man vs. The Kingpin                               | 1990  | Spider-Man                             | Genesis, Master System, Game Gear, Sega CD         | Sega                                    | [ 13 ]       |
| The Punisher                                             | 1990  | The Punisher                           | NES                                                | Acclaim Entertainment                   | [ 14 ]       |
| The Punisher                                             | 1990  | The Punisher                           | Amiga, Atari ST, DOS                               | MicroProse                              | [ 15 ]       |
| The Punisher: The Ultimate Payback!                      | 1991  | The Punisher                           | Game Boy                                           | Acclaim Entertainment                   | [ 16 ]       |
| Wolverine                                                | 1991  | Wolverine                              | NES                                                | Acclaim Entertainment                   | [ 7 ]        |
| Captain America and The Avengers                         | 1991  | Avengers                               | Arcade, NES, SNES, Genesis, Game Gear, Game Boy    | Data East, Mindscape                    | [ 6 ]        |
| Spider-Man: The Video Game                               | 1991  | Spider-Man                             | Arcade                                             | Sega                                    | [ 17 ]       |
| The Amazing Spider-Man 2                                 | 1992  | Spider-Man                             | Game Boy                                           | Acclaim Entertainment                   | [ 18 ]       |
| Spider-Man: Return of the Sinister Six                   | 1992  | Spider-Man                             | NES, Master System, Game Gear                      | Acclaim Entertainment                   | [ 19 ]       |
| Spider-Man and the X-Men in Arcade's Revenge             | 1992  | crossover                              | Genesis, SNES, Game Boy, Game Gear                 | Acclaim Entertainment                   | [ 7 ] [ 8 ]  |
| X-Men                                                    | 1992  | X-Men                                  | Arcade, PlayStation 3, Xbox 360, iOS, Android      | Konami                                  | [ 20 ] [ 8 ] |
| The Amazing Spider-Man 3: Invasion of the Spider-Slayers | 1993  | Spider-Man                             | Game Boy                                           | Acclaim Entertainment                   | [ 21 ]       |
| The Punisher                                             | 1993  | The Punisher                           | Arcade, Genesis                                    | Capcom                                  | [ 22 ]       |
| X-Men                                                    | 1993  | X-Men                                  | Genesis                                            | Sega                                    | [ 8 ]        |
| X-Men 2: Clone Wars                                      | 1994  | X-Men                                  | Genesis                                            | Sega                                    | [ 8 ]        |
| The Amazing Spider-Man: Lethal Foes                      | 1994  | Spider-Man                             | Super Famicom                                      | Epoch Co.                               | [ 23 ]       |
| The Incredible Hulk                                      | 1994  | Hulk                                   | SNES, Genesis, Master System, Game Gear            | U.S. Gold                               | [ 24 ]       |
| Wolverine: Adamantium Rage                               | 1994  | Wolverine                              | Genesis, SNES                                      | Acclaim Entertainment                   | [ 25 ]       |
| Spider-Man and Venom: Maximum Carnage                    | 1994  | Spider-Man/Venom                       | Genesis, SNES                                      | Acclaim Entertainment                   | [ 6 ]        |
| X-Men: Children of the Atom                              | 1994  | X-Men (invitado: Akuma)                | Arcade, Sega Saturn, DOS, PlayStation              | Capcom, Acclaim Entertainment           | [ 8 ]        |
| X-Men                                                    | 1994  | X-Men                                  | Game Gear                                          | Sega                                    | [ 8 ]        |
| Venom/Spider-Man: Separation Anxiety                     | 1995  | Spider-Man/Venom                       | SNES, Genesis, Microsoft Windows                   | Acclaim Entertainment                   | [ 26 ]       |
| X-Men: Gamesmaster's Legacy                              | 1995  | X-Men                                  | Game Gear                                          | Sega                                    | [ 8 ]        |
| Spider-Man: The Animated Series                          | 1995  | Spider-Man                             | Genesis, SNES                                      | Acclaim Entertainment                   | [ 27 ]       |
| Avengers in Galactic Storm                               | 1995  | Avengers                               | Arcade                                             | Data East                               | [ 28 ]       |
| X-Men: Mutant Apocalypse                                 | 1995  | X-Men                                  | SNES                                               | Capcom                                  | [ 8 ]        |
| Marvel Super Heroes                                      | 1995  | crossover (Guest: Darkstalkers' Anita) | Arcade, Sega Saturn, PlayStation                   | Capcom, Virgin Interactive              | [ 6 ]        |
| Marvel Super Heroes In War of the Gems                   | 1996  | crossover                              | SNES                                               | Capcom                                  | [ 29 ]       |
| X-Men vs. Street Fighter                                 | 1996  | X-Men, crossover                       | Arcade, Sega Saturn, PlayStation                   | Capcom, Virgin Interactive              | [ 8 ]        |
| The Amazing Spider-Man: Web of Fire                      | 1996  | Spider-Man                             | Sega 32X                                           | Sega                                    | [ 30 ]       |
| Spider-Man: The Sinister Six                             | 1996  | Spider-Man                             | DOS, Microsoft Windows                             | Byron Priess Multimedia                 | [ 31 ]       |
| X-Men: Mojo World                                        | 1996  | X-Men                                  | Game Gear, Master System                           | Sega                                    | [ 8 ]        |
| Iron Man and X-O Manowar in Heavy Metal                  | 1996  | Iron Man, crossover                    | PlayStation, Sega Saturn, Game Boy, Game Gear, DOS | Acclaim Entertainment                   | [ 32 ]       |
| The Incredible Hulk: The Pantheon Saga                   | 1996  | Hulk                                   | PlayStation, Sega Saturn, MS-DOS                   | Eidos Interactive                       | [ 12 ]       |
| Fantastic Four                                           | 1997  | Fantastic Four                         | PlayStation                                        | Acclaim Entertainment                   | [ 12 ]       |
| Marvel Super Heroes vs. Street Fighter                   | 1997  | crossover                              | Arcade, Sega Saturn, PlayStation                   | Capcom                                  | [ 33 ]       |
| Men in Black: The Game                                   | 1997  | The Men in Black                       | Microsoft Windows, PlayStation                     | Gigawatt Studios, SouthPeak Interactive | [ 34 ]       |
| X-Men: The Ravages of Apocalypse                         | 1997  | X-Men                                  | Microsoft Windows, MS-DOS, Linux, Mac OS           | WizardWorks                             | [ 8 ]        |
| Marvel vs. Capcom: Clash of Super Heroes                 | 1998  | crossover                              | Arcade, PlayStation, Dreamcast                     | Capcom, Virgin Interactive              | [ 6 ]        |

### Década de 2000
| Título                                    | Fecha | Propiedad                    | Plataforma(s) | Distribuidora(s)                              | Ref          |
| ----------------------------------------- | ----- | ---------------------------- | --- | --------------------------------------------- | ------------ |
| X-Men: Mutant Academy                     | 2000  | X-Men                        | PlayStation, Game Boy Color | Activision                                    | [ 7 ] [ 8 ]  |
| Spider-Man                                | 2000  | Spider-Man                   | Dreamcast, Mac OS, Nintendo 64, PlayStation, Microsoft Windows, Game Boy Color                                                             | Activision                                    | [ 35 ]       |
| Blade                                     | 2000  | Blade                        | Game Boy Color, PlayStation | Activision                                    | [ 36 ]       |
| X-Men: Mutant Wars                        | 2000  | X-Men                        | Game Boy Color | Activision                                    | [ 8 ]        |
| Marvel vs. Capcom 2: New Age of Heroes    | 2000  | crossover                    | Arcade, Dreamcast, PlayStation 2, Xbox, PlayStation 3, Xbox 360                                                                            | Capcom, Virgin Interactive                    | [ 20 ]       |
| X-Men: Wolverine's Rage                   | 2001  | X-Men                        | Game Boy Color | Activision                                    | [ 8 ]        |
| Spider-Man 2: The Sinister Six            | 2001  | Spider-Man                   | Game Boy Color | Activision                                    | [ 37 ]       |
| Spider-Man 2: Enter Electro               | 2001  | Spider-Man                   | PlayStation | Activision                                    | [ 38 ]       |
| X-Men: Mutant Academy 2                   | 2001  | X-Men (invitado: Spider-Man) | PlayStation | Activision                                    | [ 8 ]        |
| Spider-Man: Mysterio's Menace             | 2001  | Spider-Man                   | Game Boy Advance | Activision                                    | [ 39 ]       |
| X-Men: Reign of Apocalypse                | 2001  | X-Men                        | Game Boy Advance | Activision                                    | [ 8 ]        |
| Men in Black: The Series – Crashdown      | 2001  | The Men in Black             | PlayStation | Infogrames                                    | [ 40 ]       |
| Men in Black II: Alien Escape             | 2002  | The Men in Black             | GameCube, PlayStation 2 | Infogrames                                    | [ 41 ]       |
| Spider-Man                                | 2002  | Spider-Man                   | PlayStation 2, GameCube, Xbox, Game Boy Advance, Microsoft Windows                                                                         | Activision                                    | [ 42 ]       |
| X-Men: Next Dimension                     | 2002  | X-Men                        | PlayStation 2, Xbox, GameCube | Activision                                    | [ 8 ]        |
| Blade II                                  | 2002  | Blade                        | PlayStation 2, Xbox | Activision                                    | [ 43 ]       |
| The Invincible Iron Man                   | 2002  | Iron Man                     | Game Boy Advance | Activision                                    | [ 44 ]       |
| Daredevil                                 | 2003  | Daredevil                    | Game Boy Advance | Encore, Inc.                                  | [ 45 ]       |
| The Incredible Hulk                       | 2003  | Hulk                         | Game Boy Advance | Vivendi Universal Games/Universal Interactive | [ 46 ]       |
| Hulk                                      | 2003  | Hulk                         | GameCube, PlayStation 2, Xbox, Microsoft Windows                                                                                           | Vivendi Universal Games/Universal Interactive | [ 47 ]       |
| X2: Wolverine's Revenge                   | 2003  | X-Men                        | GameCube, Mac OS X, PlayStation 2, Microsoft Windows, Xbox, Game Boy Advance                                                               | Activision                                    | [ 7 ] [ 8 ]  |
| Spider-Man 2                              | 2004  | Spider-Man                   | GameCube, Microsoft Windows, PlayStation 2, Xbox, Game Boy Advance, N-Gage, Mac OS X, Nintendo DS, PlayStation Portable                    | Activision, MacPlay, Taito                    | [ 20 ]       |
| Blade: Trinity                            | 2004  | Blade                        | BREW, J2ME | Mforma                                        | [ 48 ]       |
| X-Men Legends                             | 2004  | X-Men                        | PlayStation 2, GameCube, Xbox, N-Gage | Activision                                    | [ 49 ] [ 8 ] |
| X-Men Legends II: Rise of Apocalypse      | 2005  | X-Men                        | GameCube, Microsoft Windows, N-Gage, PlayStation 2, PlayStation Portable, Xbox, teléfono móvil                                             | Activision                                    | [ 49 ] [ 8 ] |
| Fantastic Four                            | 2005  | Fantastic Four               | PlayStation 2, Xbox, GameCube, Microsoft Windows, Game Boy Advance                                                                         | Activision                                    | [ 50 ]       |
| Fantastic Four: Flame On                  | 2005  | Fantastic Four               | Game Boy Advance | Activision                                    | [ 51 ]       |
| Ultimate Spider-Man                       | 2005  | Spider-Man                   | Nintendo DS, GameCube, PlayStation 2, Xbox, Microsoft Windows, Game Boy Advance                                                            | Activision                                    | [ 20 ]       |
| Elektra                                   | 2005  | Elektra                      | Mobile phone | Mforma                                        | [ 52 ]       |
| The Punisher                              | 2005  | The Punisher                 | PlayStation 2, Xbox, Microsoft Windows, mobile phone                                                                                       | THQ                                           | [ 20 ]       |
| The Incredible Hulk: Ultimate Destruction | 2005  | Hulk                         | PlayStation 2, Xbox, GameCube | Vivendi Universal Games                       | [ 20 ]       |
| Marvel Nemesis: Rise of the Imperfects    | 2005  | crossover                    | GameCube, PlayStation 2, PlayStation Portable, Nintendo DS, Xbox                                                                           | Electronic Arts                               | [ 12 ]       |
| X-Men: The Official Game                  | 2006  | X-Men                        | Game Boy Advance, Microsoft Windows, Nintendo DS, GameCube, PlayStation 2, Xbox, Xbox 360                                                  | Activision                                    | [ 7 ] [ 8 ]  |
| Marvel: Ultimate Alliance                 | 2006  | crossover                    | Xbox, PlayStation 2, Microsoft Windows, Xbox 360, Game Boy Advance, PlayStation Portable, Wii, PlayStation 3, PlayStation 4, Xbox One      | Activision                                    | [ 20 ]       |
| Spider-Man: Battle for New York           | 2006  | Spider-Man                   | Game Boy Advance, Nintendo DS | Activision                                    | [ 53 ]       |
| Spider-Man 3                              | 2007  | Spider-Man                   | Game Boy Advance, Microsoft Windows, Nintendo DS, PlayStation 2, PlayStation 3, PlayStation Portable, Wii, Xbox 360, TV game, mobile phone | Activision                                    | [ 54 ]       |
| Fantastic Four: Rise of the Silver Surfer | 2007  | Fantastic Four               | Nintendo DS, Wii, Xbox 360, PlayStation 2, PlayStation 3                                                                                   | 2K Games                                      | [ 55 ]       |
| Ghost Rider                               | 2007  | Ghost Rider                  | PlayStation 2, PlayStation Portable, Game Boy Advance                                                                                      | 2K Games                                      | [ 56 ]       |
| Spider-Man: Friend or Foe                 | 2007  | Spider-Man                   | Xbox 360, PlayStation 2, Nintendo DS, Wii, Microsoft Windows, PlayStation Portable                                                         | Activision                                    | [ 57 ]       |
| Iron Man                                  | 2008  | Iron Man                     | PlayStation 2, PlayStation 3, PlayStation Portable, Wii, Nintendo DS, Xbox 360, Microsoft Windows, mobile phone                            | Sega                                          | [ 58 ]       |
| The Incredible Hulk                       | 2008  | Hulk                         | Nintendo DS, PlayStation 2, PlayStation 3, Wii, Microsoft Windows, Xbox 360                                                                | Sega                                          | [ 59 ]       |
| Spider-Man: Web of Shadows                | 2008  | Spider-Man                   | Microsoft Windows, Nintendo DS, PlayStation 2, PlayStation 3, PlayStation Portable, Xbox 360, Wii                                          | Activision                                    | [ 60 ]       |
| X-Men Origins: Wolverine                  | 2009  | X-Men                        | Microsoft Windows, Nintendo DS, PlayStation 2, PlayStation 3, PlayStation Portable, Xbox 360, Wii                                          | Activision                                    | [ 49 ] [ 8 ] |
| The Punisher: No Mercy                    | 2009  | The Punisher                 | PlayStation 3 (Ya no está disponible en PSN a partir de 2011)                                                                              | Zen Studios                                   | [ 61 ]       |
| Marvel Super Hero Squad                   | 2009  | crossover                    | Nintendo DS, Wii, PlayStation 2, PlayStation Portable                                                                                      | THQ                                           | [ 49 ]       |
| Marvel: Ultimate Alliance 2               | 2009  | crossover                    | PlayStation 3, Xbox 360, Wii, DS, PSP, PlayStation 4, Xbox One, Microsoft Windows                                                          | Activision                                    | [ 49 ]       |
| Spider-Man: Toxic City                    | 2009  | Spider-Man                   | Teléfono móvil | Marvel Comics                                 | [ 62 ]       |

### Década de 2010
| Título                                                  | Fecha | Propiedad               | Plataforma(s) | Distribuidora(s)                                                    | Ref           |
| ------------------------------------------------------- | ----- | ----------------------- | --- | ------------------------------------------------------------------- | ------------- |
| Iron Man 2                                              | 2010  | Iron Man                | PlayStation 3, Wii, Xbox 360, PlayStation Portable, Nintendo DS, iOS, BlackBerry                                                            | Sega/Gameloft                                                       | [ 63 ]        |
| Spider-Man: Shattered Dimensions                        | 2010  | Spider-Man              | Xbox 360, PlayStation 3, Microsoft Windows, Wii, Nintendo DS                                                                                | Activision                                                          | [ 64 ]        |
| Marvel Super Hero Squad: The Infinity Gauntlet          | 2010  | crossover               | Xbox 360, PlayStation 3, Wii, Nintendo DS, Nintendo 3DS                                                                                     | THQ                                                                 | [ 65 ]        |
| Marvel Super Heroes 3D: Grandmaster’s Challenge         | 2010  | crossover               | Wii | BigBen Interactive, Neko Entertainment                              | [ 66 ]        |
| Marvel Pinball                                          | 2010  | crossover               | Nintendo 3DS, PlayStation 3, PlayStation Vita, Xbox 360 (disponible como DLC a través de Pinball FX 2 en Xbox 360)                          | Zen Studios                                                         | [ 67 ]        |
| Ultimate Spider-Man: Total Mayhem                       | 2010  | Spider-Man              | Android, iOS | Gameloft                                                            | [ 68 ]        |
| Marvel vs. Capcom 3: Fate of Two Worlds                 | 2011  | crossover               | PlayStation 3, Xbox 360 | Capcom                                                              | [ 69 ]        |
| Marvel Super Hero Squad Online                          | 2011  | crossover               | Microsoft Windows | The Amazing Society, Gazillion Entertainment                        | [ 70 ]        |
| Thor: God of Thunder                                    | 2011  | Thor                    | PlayStation 3, Xbox 360, Nintendo DS, Wii, Nintendo 3DS                                                                                     | Sega                                                                | [ 49 ]        |
| Thor: Son of Asgard                                     | 2011  | Thor                    | iOS | Marvel Games                                                        | [ 71 ]        |
| Captain America: Super Soldier                          | 2011  | Captain America         | PlayStation 3, Xbox 360, Wii, Nintendo DS, Nintendo 3DS                                                                                     | Sega                                                                | [ 6 ]         |
| Captain America: Sentinel of Liberty                    | 2011  | Captain America         | Android, iOS | Marvel Games                                                        | [ 72 ]        |
| Spider-Man: Edge of Time                                | 2011  | Spider-Man              | Nintendo DS, PlayStation 3, Wii, Xbox 360, Nintendo 3DS                                                                                     | Activision                                                          | [ 73 ]        |
| X-Men: Destiny                                          | 2011  | X-Men                   | PlayStation 3, Wii, Xbox 360, Nintendo DS                                                                                                   | Activision                                                          | [ 7 ] [ 8 ]   |
| Marvel Super Hero Squad: Comic Combat                   | 2011  | crossover               | Xbox 360, PlayStation 3, Wii | THQ                                                                 | [ 74 ]        |
| Ultimate Marvel vs. Capcom 3                            | 2011  | crossover               | Microsoft Windows, PlayStation 3, Xbox 360, PlayStation Vita, PlayStation 4, Xbox One                                                       | Capcom                                                              | [ 75 ]        |
| Marvel: Avengers Alliance                               | 2012  | crossover               | Facebook, iOS, Android, Microsoft Windows, Playdom.com                                                                                      | Playdom                                                             | [ 49 ]        |
| Men in Black: Alien Crisis                              | 2012  | The Men in Black        | Xbox 360, PlayStation 3, Wii | FunLabs                                                             | [ 76 ]        |
| Men in Black 3                                          | 2012  | The Men in Black        | Android, iOS | Gameloft                                                            | [ 77 ]        |
| The Amazing Spider-Man                                  | 2012  | Spider-Man              | Nintendo DS, PlayStation 3, Wii, Wii U, Xbox 360, Nintendo 3DS, Microsoft Windows, Android, iOS                                             | Activision/Gameloft                                                 | [ 78 ]        |
| Marvel vs. Capcom Origins                               | 2012  | crossover               | PlayStation 3, Xbox 360 | Capcom                                                              | [ 79 ]        |
| Marvel War of Heroes                                    | 2012  | crossover               | Android, iOS | Mobage                                                              | [ 80 ]        |
| Marvel Avengers: Battle for Earth                       | 2012  | crossover               | Wii U, Xbox 360 (Kinect) | Ubisoft Quebec                                                      | [ 81 ]        |
| Avengers Initiative                                     | 2012  | Avengers                | Android, iOS | Marvel Games                                                        | [ 82 ]        |
| Iron Man 3                                              | 2013  | Iron Man                | Android, iOS | Gameloft                                                            | [ 83 ]        |
| Marvel Heroes                                           | 2013  | crossover               | Microsoft Windows, OS X | Gazillion Entertainment                                             | [ 49 ]        |
| Deadpool                                                | 2013  | Deadpool                | PlayStation 3, PlayStation 4, Xbox 360, Xbox One, Microsoft Windows                                                                         | Activision                                                          | [ 20 ]        |
| Marvel Puzzle Quest                                     | 2013  | crossover               | PlayStation 3, PlayStation 4, Xbox 360, Xbox One, Android, iOS, Microsoft Windows, Amazon Kindle                                            | Demiurge Studios                                                    | [ 84 ]        |
| Lego Marvel Super Heroes                                | 2013  | crossover               | Android, iOS, Microsoft Windows, Nintendo 3DS, Nintendo DS, OS X, PlayStation 3, PlayStation 4, PlayStation Vita, Wii U, Xbox 360, Xbox One | TT Games, Warner Bros. Interactive Entertainment, Feral Interactive | [ 75 ]        |
| Thor: The Dark World - The Official Game                | 2013  | Thor                    | Android, iOS | Gameloft                                                            | [ 85 ]        |
| X-Men: Battle of the Atom                               | 2014  | X-Men (Guest:Deadpool)  | Android, iOS | PlayNext                                                            | [ 86 ]        |
| Captain America: The Winter Soldier - The Official Game | 2014  | Captain America         | Android, iOS | Gameloft                                                            | [ 87 ]        |
| The Amazing Spider-Man 2                                | 2014  | Spider-Man              | Microsoft Windows, Nintendo 3DS, PlayStation 3, PlayStation 4, Wii U, Xbox 360, Xbox One, iOS, Android                                      | Activision                                                          | [ 49 ]        |
| Kellogg's Amazing Spider-Man 2                          | 2014  | Spider-Man              | Android, iOS, Windows Phone | Catapult Marketing, Bully! Entertainment, Kellogg Company           | [ 88 ]        |
| Uncanny X-Men: Days of Future Past                      | 2014  | X-Men                   | Android, iOS | GlitchSoft                                                          | [ 8 ]         |
| Spider-Man Unlimited                                    | 2014  | Spider-Man              | Android, iOS, Windows Phone | Gameloft                                                            | [ 89 ]        |
| Disney Infinity: Marvel Super Heroes                    | 2014  | crossover               | Xbox One, Xbox 360, PlayStation 4, PlayStation 3, PlayStation Vita, Wii U, Microsoft Windows                                                | Disney Interactive Studios                                          | [ 49 ]        |
| Guardians of the Galaxy: The Universal Weapon           | 2014  | Guardians of the Galaxy | Android, iOS, Windows Phone | Disney Interactive Studios                                          | [ 90 ]        |
| Marvel Disk Wars: The Avengers: Ultimate Heroes         | 2014  | Avengers                | Nintendo 3DS | Bandai Namco Entertainment                                          | [ 91 ]        |
| Marvel Contest of Champions                             | 2014  | crossover               | Android, iOS | Kabam                                                               | [ 92 ]        |
| Marvel Future Fight                                     | 2015  | crossover               | Android, iOS | Netmarble Games                                                     | [ 93 ]        |
| Lego Marvel's Avengers                                  | 2016  | crossover               | Microsoft Windows, Nintendo 3DS, OS X, PlayStation 3, PlayStation 4, PlayStation Vita, Wii U, Xbox 360, Xbox One                            | TT Games, Warner Bros. Interactive Entertainment                    | [ 94 ]        |
| Marvel Avengers Academy                                 | 2016  | crossover               | Android, iOS | TinyCo                                                              | [ 95 ]        |
| Kellogg's Captain America: Civil War                    | 2016  | crossover               | Android, iOS | Bully! Entertainment, Kellogg Company                               | [ 96 ]        |
| Marvel Tsum Tsum                                        | 2016  | crossover               | Android, iOS | Xflag                                                               | [ 97 ]        |
| Marvel Heroes Omega                                     | 2017  | crossover               | PlayStation 4, Xbox One | Gazillion                                                           | [ 98 ] [ 99 ] |
| Guardians of the Galaxy: The Telltale Series            | 2017  | Guardians of the Galaxy | Xbox One, PlayStation 4, Android, iOS, Windows, macOS                                                                                       | Telltale Games                                                      | [ 100 ]       |
| Spider-Man: Homecoming - Virtual Reality Experience     | 2017  | Spider-Man              | HTC Vive, Oculus Rift, PlayStation VR | CreateVR                                                            | [ 101 ]       |
| Marvel vs. Capcom: Infinite                             | 2017  | crossover               | PlayStation 4, Microsoft Windows, Xbox One                                                                                                  | Capcom                                                              | [ 102 ]       |
| Lego Marvel Super Heroes 2                              | 2017  | crossover               | PlayStation 4, Xbox One, Nintendo Switch, Microsoft Windows                                                                                 | TT Games, Warner Bros. Interactive Entertainment, Feral Interactive | [ 103 ]       |
| Marvel Strike Force                                     | 2018  | crossover               | Android, iOS | FoxNext                                                             | [ 104 ]       |
| Marvel End Time Arena                                   | 2018  | crossover               | Microsoft Windows | Smilegate Entertainment                                             | [ 105 ]       |
| Marvel Powers United VR                                 | 2018  | crossover               | Oculus Rift, Oculus Rift S | Oculus Studios                                                      | [ 106 ]       |
| Marvel's Spider-Man                                     | 2018  | Spider-Man              | PlayStation 4, PlayStation 5 | Sony Interactive Entertainment                                      | [ 107 ]       |
| Marvel Battle Lines                                     | 2018  | crossover               | Android, iOS | Nexon                                                               | [ 108 ]       |
| Spider-Man: Far From Home - Virtual Reality Experience  | 2019  | Spider-Man              | HTC Vive, Oculus Rift, PlayStation VR | CreateVR                                                            | [ 109 ]       |
| Marvel Ultimate Alliance 3: The Black Order             | 2019  | crossover               | Nintendo Switch | Nintendo                                                            | [ 110 ]       |
| Avengers: Damage Control                                | 2019  | crossover               | Arcade, Windows | Marvel Studios, ILMxLAB                                             | [ 111 ]       |
| Marvel Super War                                        | 2019  | crossover               | Android, iOS | NetEase                                                             | [ 112 ]       |

### Década de 2020
| Título                             | Fecha | Propiedad                  | Plataforma(s)                                                                               | Distribuidora(s)               | Ref     |
| ---------------------------------- | ----- | -------------------------- | ------------------------------------------------------------------------------------------- | ------------------------------ | ------- |
| Marvel Duel                        | 2020  | crossover                  | Android, iOS                                                                                | NetEase                        | [ 113 ] |
| Marvel's Iron Man VR               | 2020  | Iron Man                   | PlayStation 4 (PlayStation VR)                                                              | Sony Interactive Entertainment | [ 114 ] |
| Marvel's Avengers                  | 2020  | Avengers                   | PlayStation 4, Microsoft Windows, Xbox One, Xbox Series X/S, PlayStation 5, Stadia          | Square Enix                    | [ 115 ] |
| Marvel Realm of Champions          | 2020  | crossover                  | Android, iOS                                                                                | Kabam                          | [ 116 ] |
| Marvel's Spider-Man: Miles Morales | 2020  | Spider-Man (Miles Morales) | PlayStation 4, Playstation 5                                                                | Sony Interactive Entertainment | [ 117 ] |
| Marvel Future Revolution           | 2021  | crossover                  | Android, iOS                                                                                | Netmarble Games                | [ 118 ] |
| Marvel's Guardians of the Galaxy   | 2021  | Guardians of the Galaxy    | PlayStation 4, Microsoft Windows, Xbox One, Xbox Series X/S, PlayStation 5, Nintendo Switch | Square Enix                    | [ 119 ] |
| Marvel's Midnight Suns             | 2022  | Midnight Sons              | Microsoft Windows, PlayStation 4, PlayStation 5, Xbox One, Xbox Series X/S, Nintendo Switch | 2K Games                       | [ 120 ] |
| Marvel's Spider-Man 2              | 2023  | Spider-Man                 | PlayStation 5                                                                               | Sony Interactive Entertainment | [ 121 ] |
| Marvel's Wolverine                 | 2026  | Wolverine                  | PlayStation 5                                                                               | Sony Interactive Entertainment | [ 121 ] |